# Wiener Musik- und Theaterausstellung 1892

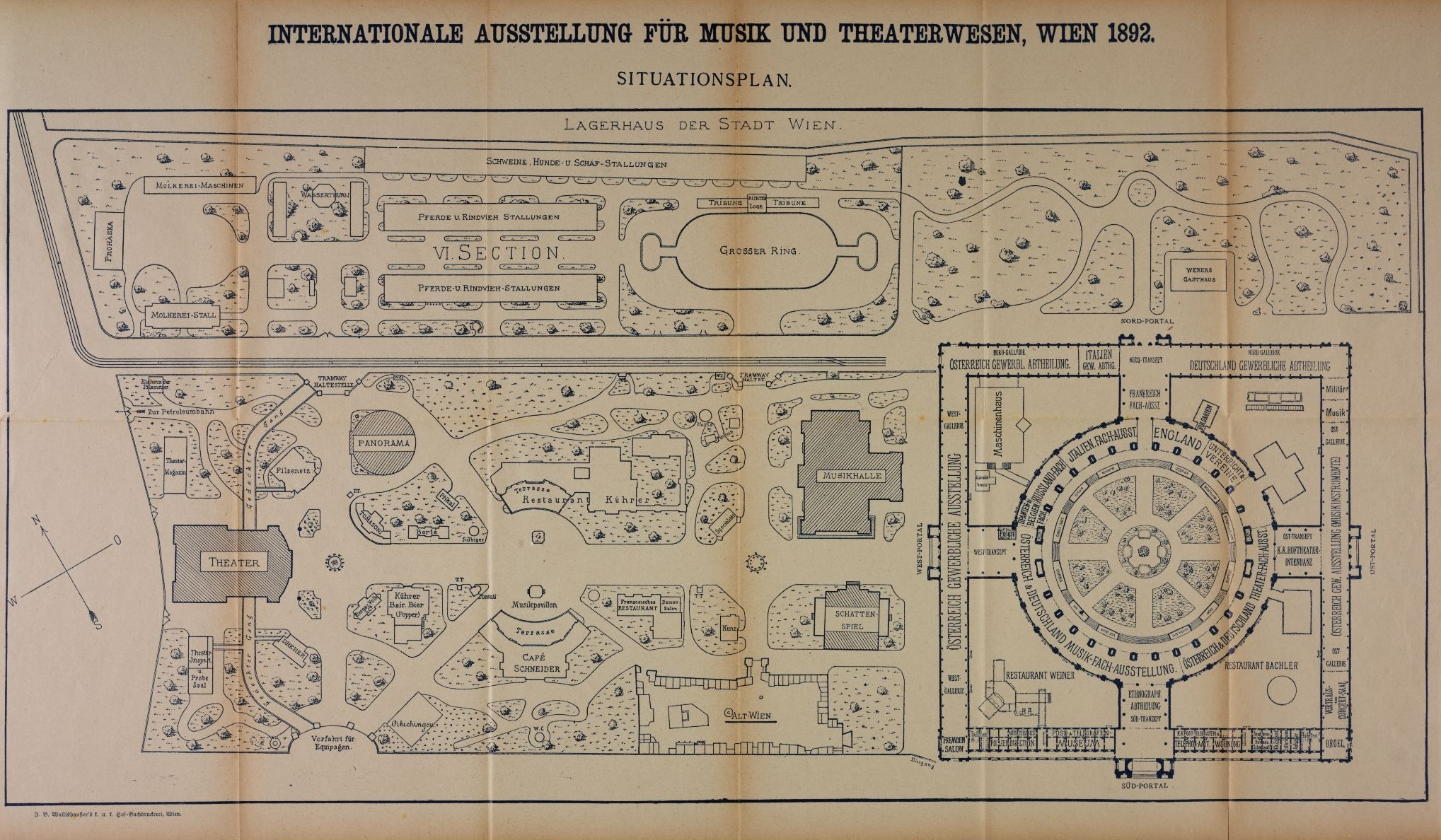
Plan des Geländes der Ausstellung

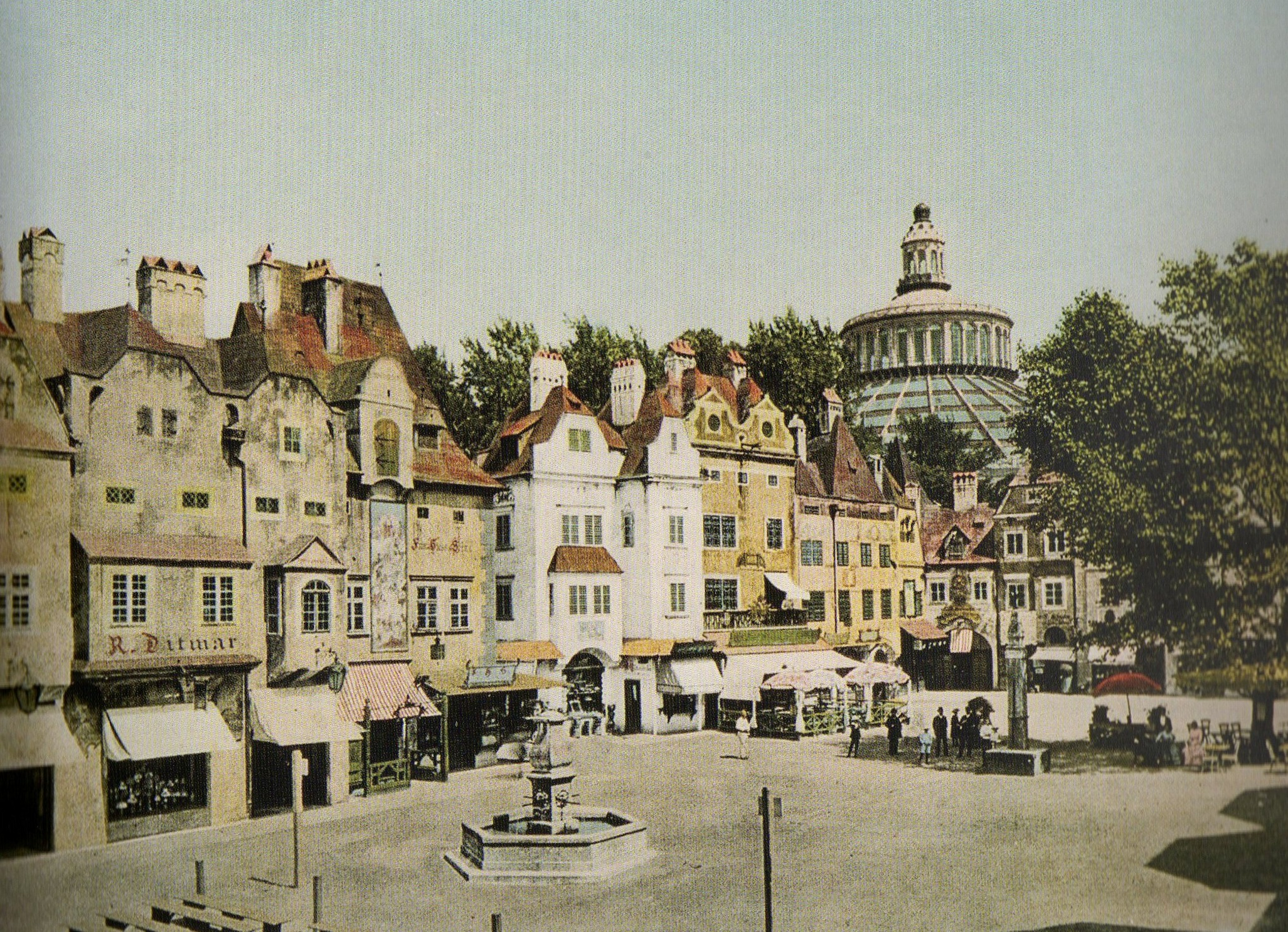
„Alt-Wien“ auf der Theaterausstellung

Die Wiener Musik- und Theaterausstellung 1892 (offizieller Name: Internationale Ausstellung für Musik und Theaterwesen) war eine vom 7. Mai bis zum 9. Oktober 1892 im Wiener Prater rund um die Rotunde stattfindende themenorientierte „kleine Weltausstellung“ auf dem Gelände der Weltausstellung 1873.

## Vorgeschichte
Nach den Memoiren des Musikkritikers Eduard Hanslick entwickelte sich die Idee aus der Anregung des Wiener Bürgermeisters Johann Nepomuk Prix, zur hundertsten Wiederkehr von Mozarts Todestag im Jahr 1891 eine Ausstellung von musikalischen Instrumenten, Autographen, Drucken und Porträts zu veranstalten. Die Fürstin Pauline Metternich habe sich für den Plan in besonderem Maße eingesetzt und auf dessen Ausweitung gedrungen. („Warum nur die Geschichte der Musik illustrieren und nicht auch die Entwicklung des Theaters? Und warum über eine österreichische Musik- und Theaterausstellung nicht hinausgreifen zu einer internationalen? So trieb in dem genialen Frauenkopf der Urgedanke immer neue Äste und Zweige, bis in unbegreiflich kurzer Zeit eine in ihrer Art ganz einzige Ausstellung fertig dastand…“).
Für die Planung der Organisation und Finanzierung wurde die Wiener Ausstellungskommission gegründet, die aber wegen ihrer Größe (242 Mitglieder) praktisch handlungsunfähig war. Die in der Folge gebildete Subkommission leitete Emil Auspitzer, Felix Dörmann war artistischer Ausstellungssekretär, Philipp Bock war Kommissär der russischen Abteilung.

## Ablauf der Ausstellung

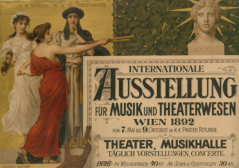
Plakat zur Ausstellung

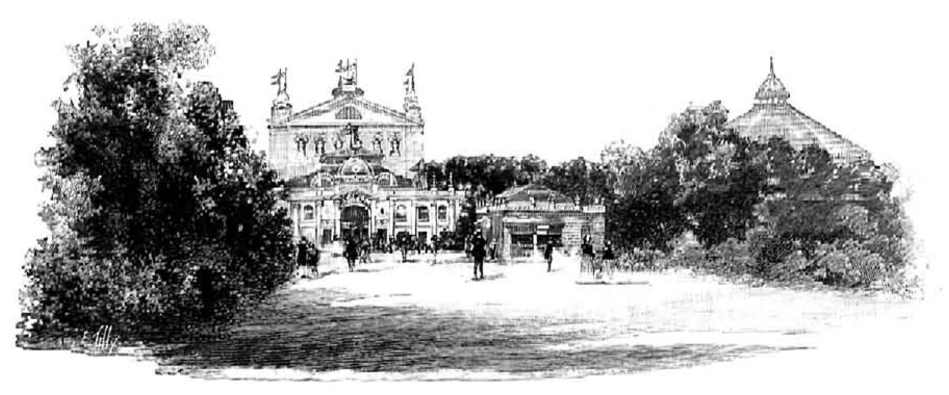
Ausstellungstheater

Diese themenbezogene Ausstellung, laut Hanslick „in ihrer Grundidee und Gestaltung ohne Vorgänger oder Rivalen“, fand schließlich im Sommer 1892 statt. Die ausschließlich musikalisch-theatralische Exposition präsentierte in der Rotunde die Geschichte der Tonkunst und des Theaters aller Nationen und Zeiten durch Musikinstrumente, Handschriften, Drucke, Abbildungen und Porträts. Zudem wurde auch die lebendige Musik gepflegt, und zwar durch eine fortlaufende Reihe von Konzerten und Opernvorstellungen. Das Architekten-Büro Fellner & Helmer errichtete ein temporäres Theater, das sich besonders der Präsentation „nationaler“ Opern und Komödien widmete. Nach Hanslicks Einschätzung gewannen von hier aus Bedřich Smetanas früher nur in Prag bekannte Opern Die verkaufte Braut und Der Kuß das europäische Publikum. Das lebhafteste Interesse hätten aber die italienischen (Verismo-)Opernvorstellungen gefunden. Der Mailänder Verleger Sonzogno brachte den damals hoch populären jungen Pietro Mascagni nach Wien, auch Ruggero Leoncavallos Pagliacci wurden gezeigt.
Die Ausstellung war in eine historische Fachausstellung und eine gewerbliche Special-Ausstellung gegliedert. Die Fachausstellung war zwar international angelegt, aber die deutsche und die nicht davon abgegrenzte österreichisch-ungarische Abteilung dominierten die Schau. „Interieurs mit den Reliquien der Tonheroen“ waren dort zu sehen. Mozart, Beethoven, Weber, Meyerbeer, Schumann, Mendelssohn-Bartholdy und Liszt führten sie an. Richard Wagner hatte mit der „Gibichungenhalle“ ein eigenes Gebäude, in dem die Legitimität deutscher Fürstengeschlechter mit mythologischen Fabelgestalten untermauert wurde. Die Regierungszeit des Kaisers Franz Joseph I. wurde in der Ausstellung als kulturell erfolgreiche Epoche dargestellt und die Vorherrschaft Wiens behauptet, das „unter Tönen und Accorden die singende Seele des deutschen Volkes geworden“ sei. Wien solle damit zum „friedlichen Kampfplatz künstlerischen Wetteifers“ werden, wie sich die Neue Freie Presse anlässlich der Eröffnung ausdrückte. Im Hintergrund stand die Konkurrenz der seit der Reichsgründung rasant gewachsenen Stadt Berlin.
Von bleibendem historischem Interesse sind Bilddokumente der kulissenhaften Rekonstruktion eines „Stückes Alt-Wien“, das in Anlehnung an das Aussehen des Hohen Marktes im 16.–18. Jahrhundert anlässlich der Ausstellung im Wiener Prater errichtet wurde. Auf einer Bretterbühne produzierte sich Ludwig Gottsleben als Wiener Hanswurst.
Die Ausstellung zog trotz ungünstiger Witterung – 68 von 156 Tagen waren verregnet – etwa 1,25 Mio. Besucher an. Finanziell war sie ein Misserfolg, was vor allem auf die zu geringen Mieteinnahmen zurückgeführt wurde.

## Nachwirkung

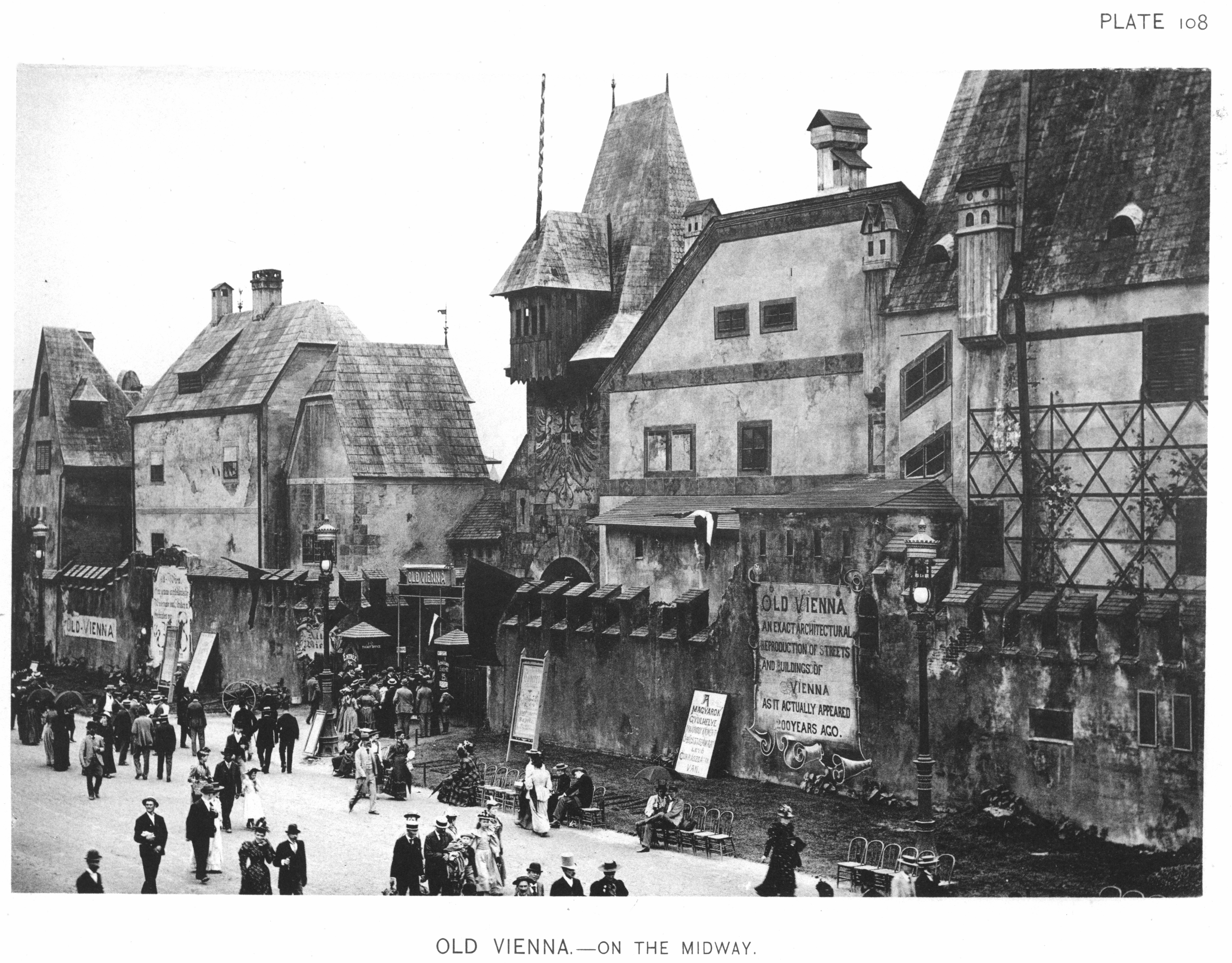
„Old Vienna“ an der Weltausstellung 1893 in Chicago.

Die Rekonstruktion des Hohen Marktes wurde unter dem Titel Old Vienna anlässlich der Weltausstellung  1893 (World’s Columbian Exposition) in Chicago gezeigt.
Die Ausstellung hatte wesentlichen Anteil daran, dass das Alt-Wiener Volkstheater wieder populär wurde, und half konservativen Stimmen, die der Urbanisierung der Wiener Musik- und Theaterwelt (also den moderneren Veranstaltungsformen Vaudeville, Music Hall, Varieté, Revue) entgegenwirken wollten wie Adam Müller-Guttenbrunn. So schuf sie eine Grundlage für die historistischen Theaterneugründungen der folgenden Jahre (Raimund-Theater 1893, Kaiser-Jubiläums-Stadttheater 1898).
Langfristig bahnte sie dem touristischen Image Wiens als Musik- und Theaterstadt den Weg.